# Доорохольський Осип Осипович
О́сип О́сипович Доорохольський (16 (4) квітня 1874, Гайсин — 30 (17) січня 1900) — український поет та перекладач.

## Життєпис
Народився у місті Гайсині Подільської губернії Російської імперії в родині дворянина — титулярного радника Йосипа Іустиновича Доорохольського та Єфросинії Іванівни Доорохольської, уродженої Левицької і був середнім з трьох дітей. Рано втратив батьків: мати померла у 1879 році, тато — у 1882.
Навчався в початковій духовній школі Тульчина, Подільській семінарії. По тому навчався в Київській духовній академії.
Його дописи часто друкувалися в «Записках наукового товариства ім. Шевченка», надсилав їх Івану Франку. За порадою Франка зробив кілька перекладів творів Пушкіна, однак цензура заборонила книгу.
Його ліричні поезії, в яких звучали й соціальні мотиви, опубліковані посмертно — в антологіях «Акорди», «Досвітні огні», «Розвага», «Українська муза» — в журналі «Літературно-науковий вісник», «Літературному збірнику, зложеному на спомин Олександра Кониського» — 1903, збірнику «На вічну пам'ять Котляревському».
Перекладав твори Г. Гейне, М. Некрасова, О. Пушкіна, С. Надсона.
Його вірші неодноразово перевидавалися, з них — «Не співай нам тепер, бандуристе», «Ніч, ніби день той…», «Рідний, окривджений краю…».
Помер від туберкульозу.